# タレント
タレント（英: talent）は、才能、あるいは才能がある人を指す言葉。転じて、日本では、テレビやラジオなどのメディアおよび各種イベントに出演し出演料を得ることを収入源としている人を、本業としている人だけではなく副業や一種の副収入としている人も含めて一般に指す用語。
なお、イギリスやオーストラリアなどで進められているスポーツ政策TIDにおける「スポーツタレント」のように、英語の意味と連続して用いられる例もある。その他、人材・転職の業界では、本来の英語の意味に連続して「求められる能力」の意味で用いられることもある。

## 語源
元は古代ギリシャ語の「ταλαντον」で、重量および貨幣の単位である。ラテン語では「talentum」、その複数形は「talenta」で、古英語に入って同様に単位を意味する「talente」や「talentan」となった。「重さ」の意味が転じて、中世英語で意向・傾向・性向などの語義が生じ、19世紀にはすでに「才能・技量」の語義が確立している。さらに、「才能」の語義が転じて、何らかの技能に長けた「人材」を意味する用法が生じた。また20世紀になると、通俗表現として、人目を引く（しばしば性的な）魅力をもった人を指して用いられることもある。
日本語の「タレント」には、以下の用法がある。
1．古代ギリシアおよびヘブライでの量衡（重さ）の単位、および貨幣の単位。
2．才能や技量。
3．（「才能がある人」という意味が転じて）テレビやラジオなどに職業的に出演している人。「芸能人」。

## 芸能人としてのタレント
芸能人の類型の一つとされるが、アナウンサー、評論家、俳優、歌手、お笑い芸人などの明確な職能分類にあてはまらず、職称を確定しにくい人物に対して用いられることが多い。また、複数の専門分野にまたがって活動する人物をとくにマルチタレントと呼ぶ場合もある。
マスメディアへの露出度の高い人を（しばしば揶揄を込めて）タレントと呼ぶことや、「タレント性がある」などと表現することがある。

## スポーツタレント
イギリスやオーストラリアなどでは、スポーツの国際競技力向上の観点から、Talent Identification & Development（TID）と呼ばれる選手の発掘・育成を図るスポーツ政策がとられている。このようなスポーツ政策のTIDにおける「スポーツタレント」は、「ある競技種目における国際競技大会での競争の中で最終的にメダル獲得の潜在力（ポテンシャル）を発揮できる者」と定義されている。日本でも、2020年東京オリンピックを前にTIDの導入が図られ、福岡県では国立スポーツ科学センター（JISS）の支援を受けて2004年に「福岡県タレント発掘事業」が立ち上げられた。

## データベース
タレントのデータをまとめているサイトが存在する。
- タレントデータバンク
- 日本タレント名鑑
- KINENOTE
- ORICON